# تپه ده‌سفید علیا
تپه ده سفید علیا مربوط به دوران پیش از تاریخ ایران باستان است و در شهرستان خرم‌آباد، روستای ده سفید واقع شده و این اثر در تاریخ ۲۵ اسفند ۱۳۷۹ با شمارهٔ ثبت ۳۰۵۵ به‌عنوان یکی از آثار ملی ایران به ثبت رسیده است.